# Gescher
Die Glockenstadt Gescher [ˈgɛʃɐ] (plattdeutsch Gesker) ist eine Kleinstadt im münsterländischen Kreis Borken in Nordrhein-Westfalen.

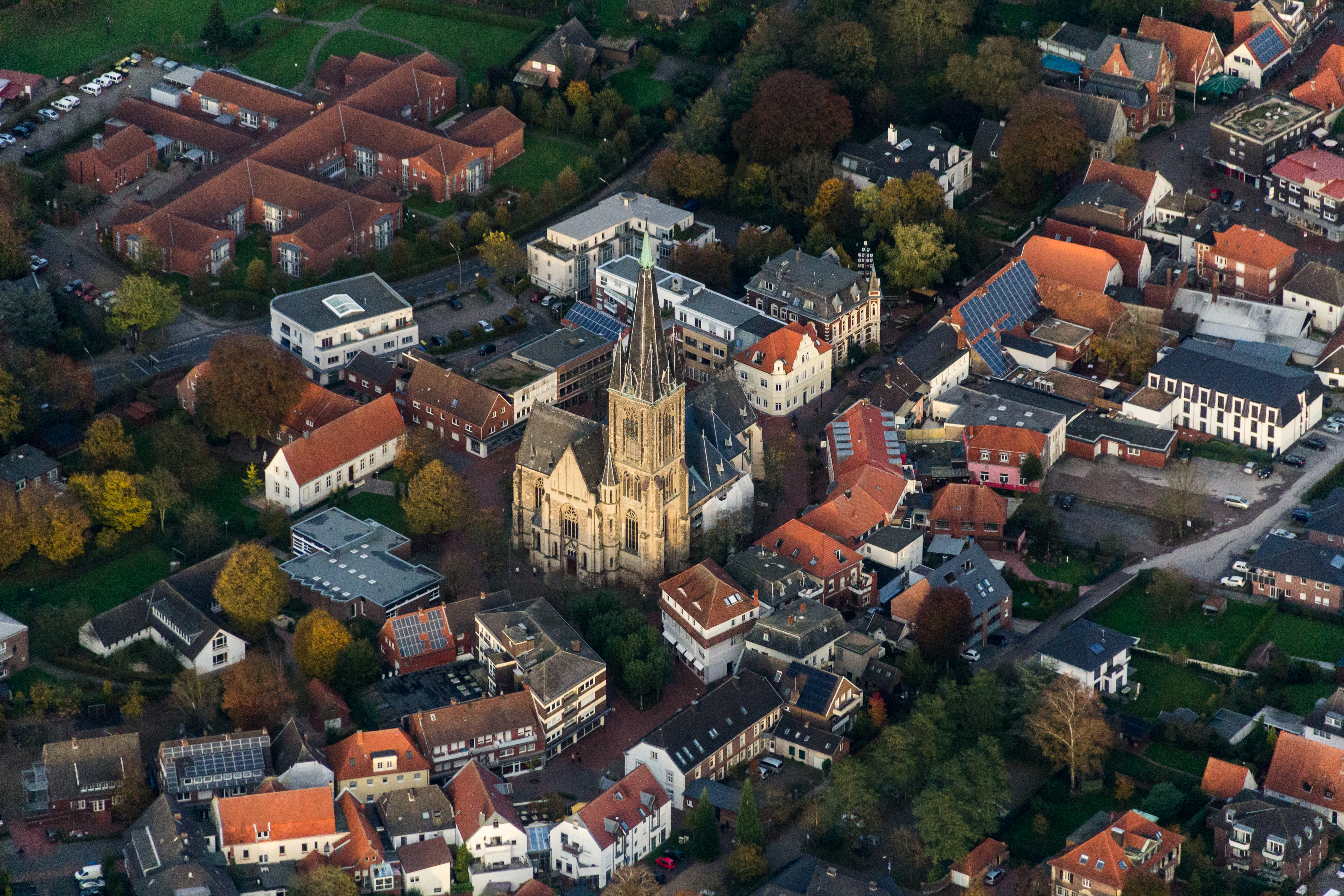
Blick auf die Pankratiuskirche, Pfarrgarten und Ortskern mit Gründerzeitvillen

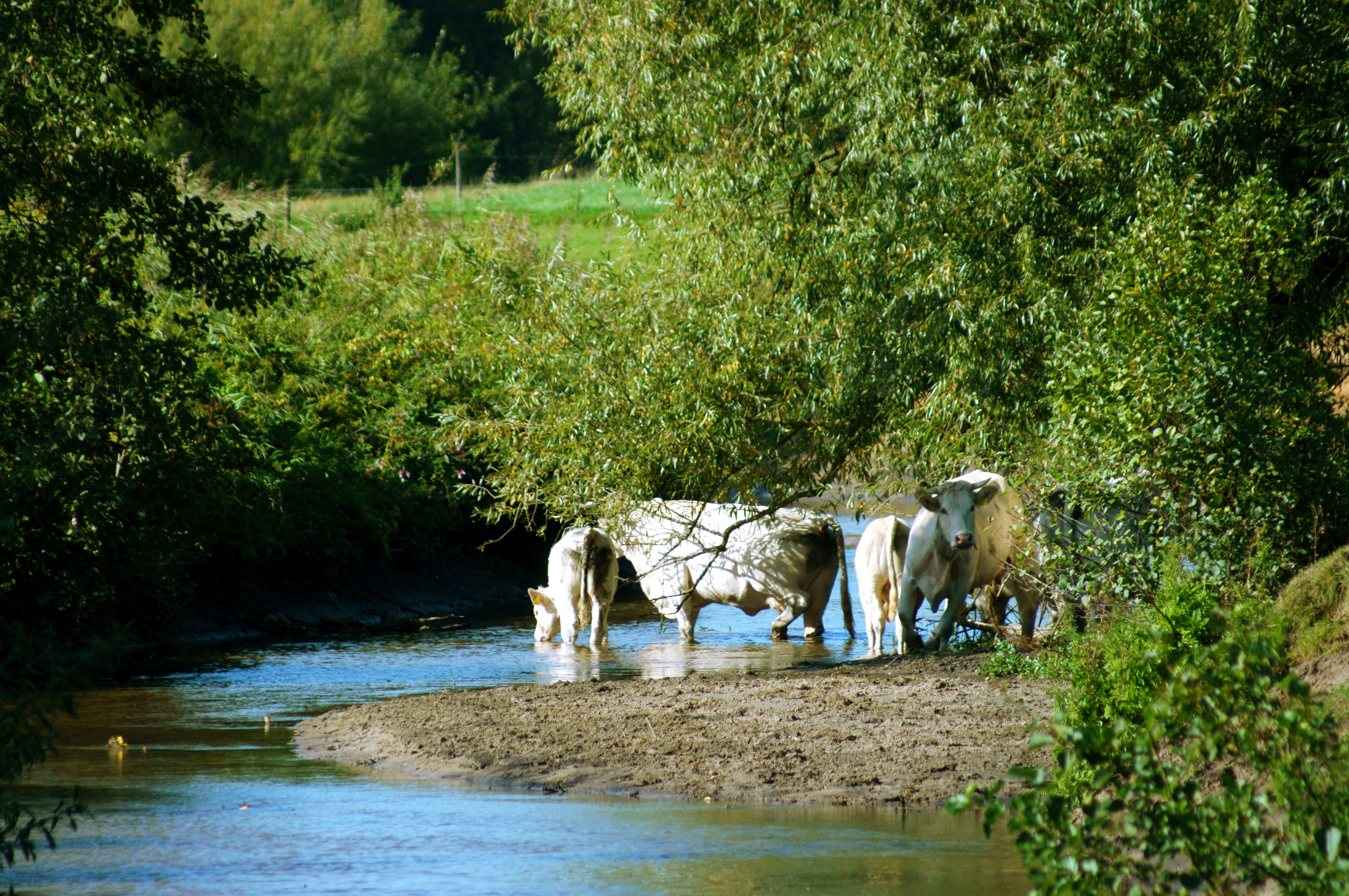
Berkelaue zwischen Coesfeld und Gescher: saufende Kühe

## Geographie

### Räumliche Lage
Durch Gescher fließt die Berkel. Im Nordosten streift der Fluss Dinkel das Stadtgebiet und bildet für etwa 3 km die Grenze zur Nachbargemeinde Rosendahl. Gescher liegt rund 3 km westlich der Autobahn A 31, die Emden mit dem Ruhrgebiet verbindet. Gescher ist über die Anschlussstelle (33) Gescher-Coesfeld und die kreuzende B 525, die die deutsch-niederländischen Grenze bei Südlohn-Oeding mit der Autobahn A 43 verbindet, an das Fernstraßennetz angeschlossen.

### Stadtgebiet

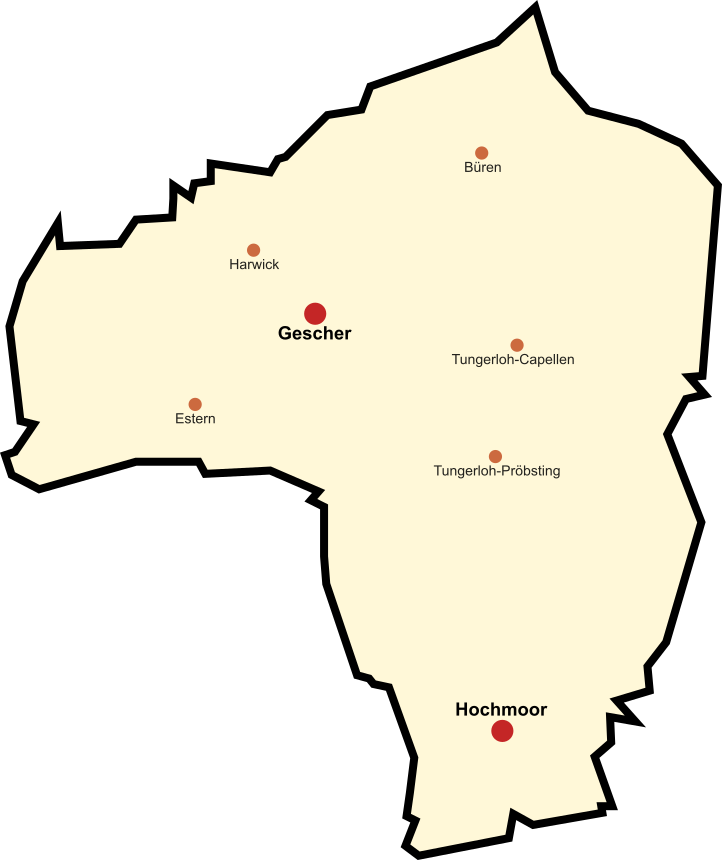
Ortsteile (rot) und Bauerschaften (orange) von Gescher

#### Ortsteil Hochmoor
Ortsteil, in dem auch Vertriebene nach 1945 eine neue Heimat gefunden haben (Vorwahl: 02863). Das dort befindliche Hochmoor wurde erst in den 1960er Jahren mittels Tiefpflug trockengelegt.

#### Bauerschaften
- Harwick
- Estern
- Büren
- Tungerloh-Capellen
- Tungerloh-Pröbsting

### Naturschutzgebiete und Bodendenkmäler

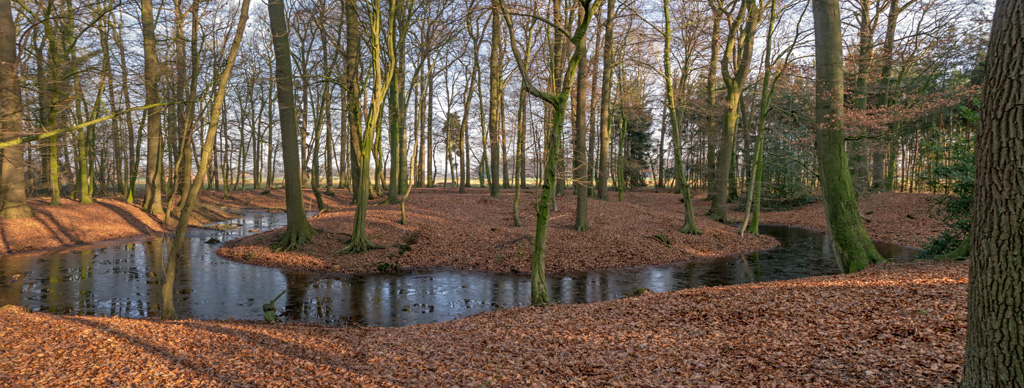
Zwischen Gescher und Südlohn: Versunkene Burg Brockhusen in der Bauerschaft Estern

Auf dem Gebiet der Stadt Gescher, beider Seiten der Berkel gelegen, befinden sich die vier Naturschutzgebiete Berkelaue I, Berkelaue II, Kuhlenvenn und nordöstlich von Hochmoor das Flora-Fauna-Habitat Fürstenkuhle. Nichtregierungsorganisationen, Vereine und Aktivistengruppen wie die Biologische Station Zwillbrock und der Naturschutzverein Gescher-Hochmoor sowie der NABU betreuen die Schutzgebiete. An der Grenze der Gemarkungen Esten und Eschlohn, westlich von Gescher, liegt als Bodendenkmal die so genannte Versunkene Burg Brockhusen. Östlich von Gescher in der Berkelaue, beim 1816 abgebrannten Haus Hengelborg, in der Nähe einer aufgegebenen Bauernhofstelle (Hofwüstung), finden sich in der Gemarkung Harwick die Überreste eines für das Westmünsterland typischen Wehrspeichers, umgeben von Gräften, datiert auf das 15./16. Jahrhundert, evtl. später.

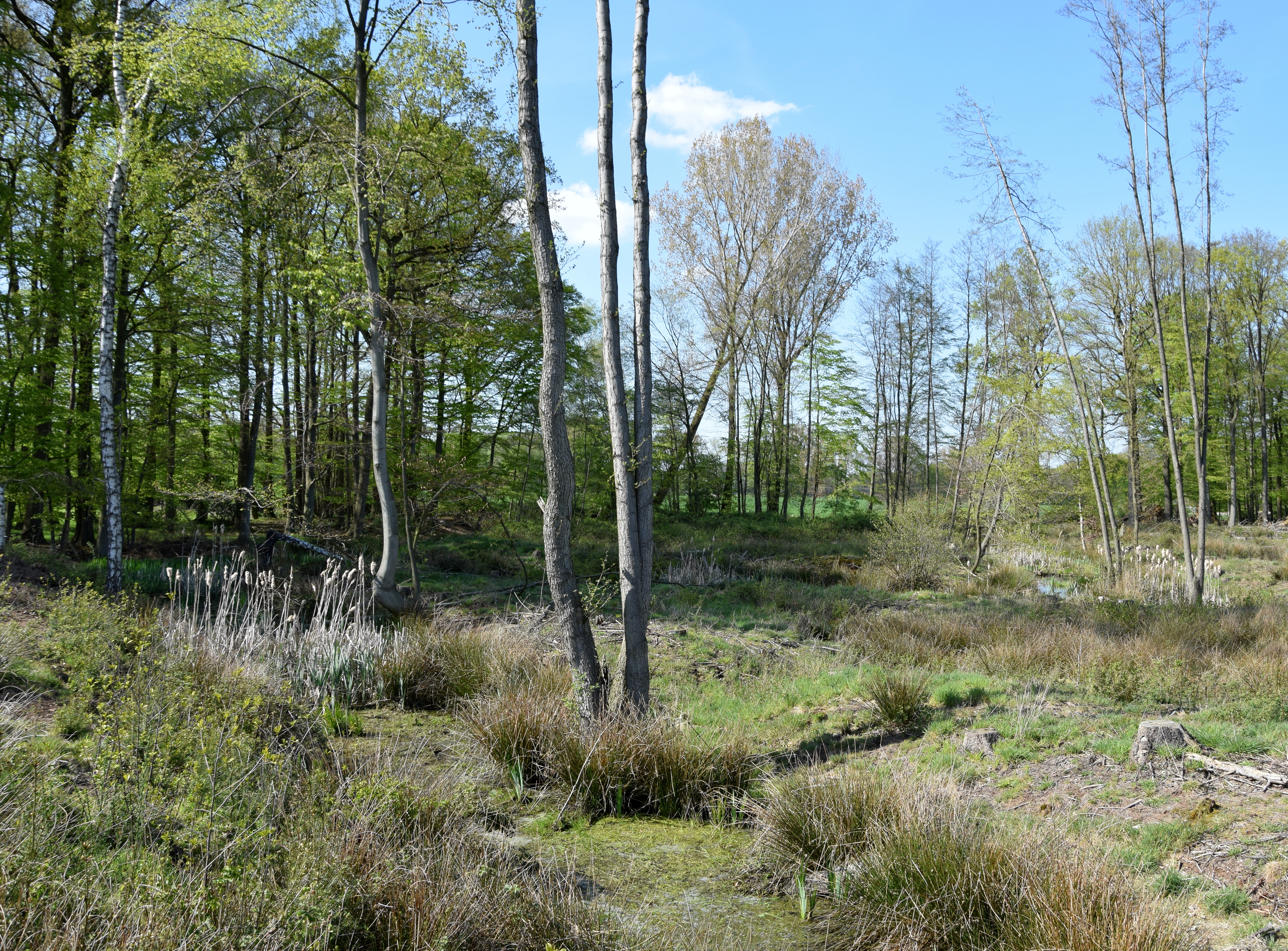
Berkelaue: typischer Gräften-Wehrspeicher, geschätzt 15./16. Jahrhundert

### Nachbargemeinden/-städte
| Stadt Stadtlohn (Kreis Borken)  |                               | Gemeinde Rosendahl (Kreis Coesfeld) |
| Gemeinde Südlohn (Kreis Borken) |                               | Stadt Coesfeld (Kreis Coesfeld)     |
| Stadt Velen (Kreis Borken)      | Gemeinde Reken (Kreis Borken) |                                     |

## Geschichte

### Frühgeschichte und Mittelalter
Frühgeschichtlich liegt Gescher an der Stammesgrenze zwischen Brukterern und Chamaven. Die Grenze lag in den Feuchtgebieten im Westen von Gescher (Estern). Entlang dieser Grenzen finden sich auch die Fluchtburgen versunkene Borg, Rauschenburg und Hengelborg. Der Name Gescher leitet sich ab von Gasgare, später dann Gaschari, einem Oberhof des Stiftes Borghorst. Nach dem Bau einer Kirche durch das Stift um das Jahr 1000 und der Einrichtung der dazugehörenden Pfarrei entwickelte sich allmählich eine dörfliche Siedlung. Gescher wurde im Feuchtgebiet der Siepen gegründet, wobei diese Siepen nicht trockengelegt oder umgeleitet, sondern überbaut wurden. Noch heute finden sich entsprechende Namen wie Waterstegge oder Armlandstraße (ein ehemaliger Knüppeldamm über die Siepe). Es zogen sich Siepen von der Katharinenstraße (Waterstegge) und auch von der Inselstraße in Richtung Wenings Feuchtgebiete. Weitere Siepen aus den südlichen und östlichen Gebieten wurden in der Gräfte gesammelt und von dort unter der Armlandstraße weitergeleitet. Diese verläuft heute noch an der linken Seite der Pankratius-Kirche. Diese Siepen existieren noch immer, teils verrohrt oder als weitläufiges Feuchtgebiet.

### Neuzeit
1570 brannte die Siedlung fast vollständig nieder. Der Wiederaufbau sowie Plünderungen und Einquartierungen während der Niederländischen Befreiungskriege und des Dreißigjährigen Krieges behinderten die Entwicklung der Siedlung.
Infolge der französischen Revolutionskriege wurde im Jahr 1803 das Hochstift Münster, zu dessen Amt Ahaus Gescher gehört hatte, auf dem Reichsdeputationshauptschluss aufgelöst. Das Kirchspiel gelangte unter die Herrschaft des Fürsten zu Salm. Von 1811 bis 1813 war Gescher Teil Frankreichs und ab 1816 als Teil des Kreises Coesfeld preußisch.
Noch um 1850 sind in Gescher keine großen Industriebetriebe mit sozialer oder wirtschaftlicher Bedeutung beheimatet und so befand es sich noch in der vorindustriellen Entwicklung mit entsprechender Gesellschaftsstruktur. Es ist davon auszugehen, dass in diese Zeit auch Abwanderungen in das nahgelegene und sich in dieser Zeit entwickelnde Ruhrgebiet durch Gescheraner Männer mit ihren Familien stattfanden, um dort als Arbeiter oder Bergleute zu leben. Auch Auswanderungen in die USA, Kanada und Brasilien sind beurkundet.
Das 1390 erstmals urkundlich erwähnte Haus Hall wurde 1855 durch den Münsteraner Bischof Johann Georg Müller in eine Stiftung umgewandelt, als „Erziehungsanstalt für verwahrloste Knaben katholischer Konfession“. Der Auftrag wurde 1929 erweitert um die Betreuung von Menschen mit Behinderung. Der Kirche gehörte Haus Hall seit 1837. Gegen den Widerstand des kirchlichen Trägers fielen mindestens 27 Jugendliche aus Haus Hall den T4-Mordaktionen der Nationalsozialisten zum Opfer.
Aus der in Heimarbeit zu leistenden Verarbeitung von Flachs zu Leinen erwuchs während des 19. Jahrhunderts die technisierte Textilindustrie, die für das Wirtschaftsleben bis Mitte des 20. Jahrhunderts prägend werden sollte. Hier ist besonders die Gründung der ersten mechanischen Weberei in Gescher, der Textilfabrik Huesker&Co., von 1861 zu nennen. 1861/62 kam es ebenfalls zum Anschluss Geschers an das Straßennetz des Westmünsterlandes. 1875 erfolgt die Errichtung eines Postamts und 1881 einer Gemeindesparkasse in Gescher. Die Versorgung der Gescheraner Bürger mit elektrischem Strom wurde bereits 1899 durch die Firma Huesker sichergestellt. der  1904 wurde die Eisenbahnteilstrecke Coesfeld–Gescher–Borken in Betrieb genommen. Das 1906 gegründete Torfwerk im Süden der Bauerschaft Tungerloh-Pröbsting stellte die Keimzelle des heutigen Ortsteils Hochmoor dar.
Vermutlich seit dem Ende des 17. Jahrhunderts lebten Juden in Gescher. Obwohl in das gesellschaftliche Leben vollständig integriert (in den Nachbarschaften, bei der Feuerwehr, beim Militär und in Kriegervereinen) wurden nach fünfeinhalb Jahren zunehmender Ausgrenzung, Schikane und Bedrohung die jüdischen Familien Geschers Opfer von Ausschreitungen und Gewalt: Die Wohnungen und Geschäfte sowie die Betstube in der Armlandstr. 1a wurden bei den Novemberpogromen 1938 verwüstet und teilweise in Brand gesteckt. Alle männlichen Mitglieder der Familien Stein, Marx und Falkenstein kamen für ein bis drei Wochen im örtlichen Gefängnis in so genannte Schutzhaft. Im Dezember 1941 wurden alle jüdischen Bewohner Geschers, 20 Personen jeglichen Alters, darunter die zweijährige Eleonore Stein (* 1. April 1939, ✡ Dezember 1941), ins lettische Riga transportiert, um dort ermordet zu werden. Der 1867 eröffnete jüdische Friedhof existiert trotz zweimaliger Verwüstung.

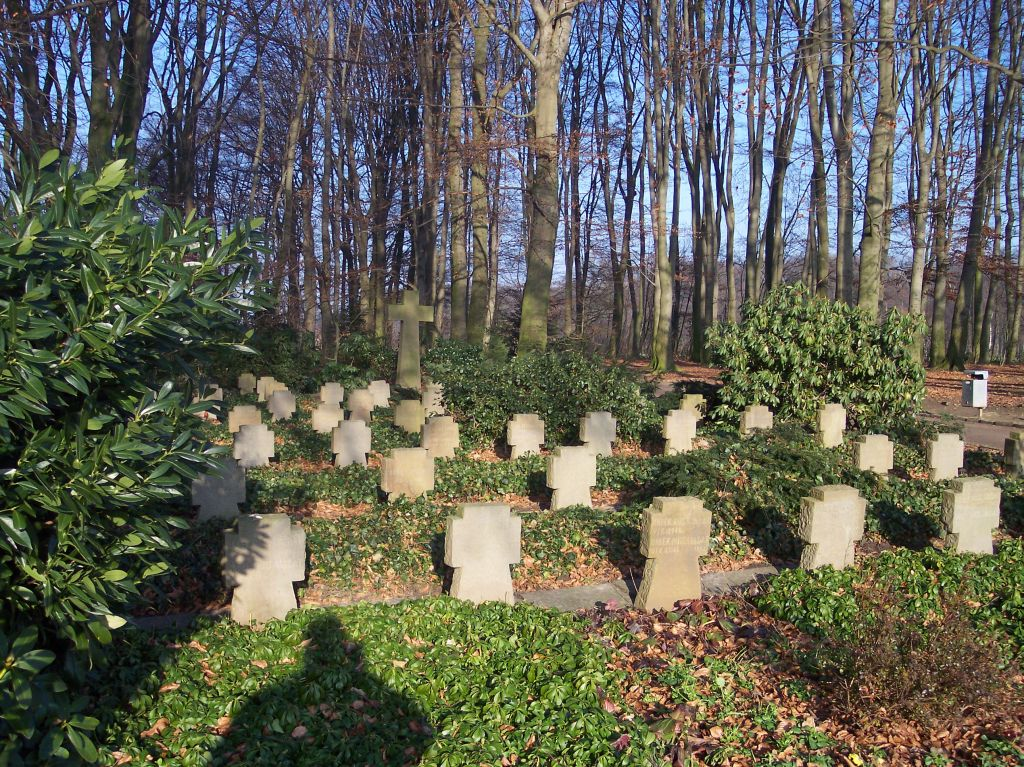
Kriegsgräberstätte

Gegen Ende des Zweiten Weltkrieges war die bischöfliche Stiftung Haus Hall Kriegslazarett. Die Bausubstanz in Gescher blieb von Kriegsschäden weitgehend verschont. Am 30. März 1945 (Karfreitag) übergab Bürgermeister Niemann die Gemeinde Gescher an die herannahenden englischen Alliierten. Es kam vereinzelt zu kurzen Feuergefechten mit abrückenden deutschen Soldaten. Mr. Ball übernahm als Vertreter der britischen Besatzung die Hoheit über die Stadt.
Im Ortsteil Hochmoor fanden nach 1945 viele Vertriebene, besonders aus dem katholischen Schlesien Zuflucht im stark erweiterten Ortsteil Hochmoor, der noch bis 1961 kirchlich von St. Andreas in Velen betreut wurde.
1980 eröffnete das Glockenmuseum als eines der wichtigsten Aushängeschilder der Stadt; es wurde 2010 umfassend renoviert und erweitert.
Seit dem 8. Juli 2013 trägt Gescher den offiziellen Namenszusatz Glockenstadt.

### Eingemeindungen
Am 1. Juli 1969 wurden in der ersten Phase der Kommunalen Neugliederung die Gemeinden Büren, Estern, Gescher, Harwick, Tungerloh-Capellen und Tungerloh-Pröbsting unter Auflösung des Amtes Gescher zur Stadt Gescher zusammengeschlossen. Am 1. Januar 1975 kam diese im Zuge des zweiten Neugliederungsprogramms vom Kreis Coesfeld zum Kreis Borken.

### Einwohnerentwicklung
| Jahr | Einwohner |
| ---- | --------- |
| 1834 | 3.784     |
| 1846 | 3.807     |
| 1849 | 3.790     |
| 1855 | 3.876     |
| 1858 | 3.806     |
| 1864 | 4.002     |
| 1871 | 3.912     |
| 1885 | 3.962     |

| Jahr | Einwohner |
| ---- | --------- |
| 1890 | 4.048     |
| 1900 | 4.206     |
| 1905 | 4.486     |
| 1914 | 5.219     |
| 1926 | 5.943     |
| 1939 | 7.223     |
| 1950 | 10.177    |
| 1961 | 10.795    |

| Jahr | Einwohner |
| ---- | --------- |
| 1981 | 14.397    |
| 1990 | 15.092    |
| 1995 | 16.154    |
| 2000 | 16.851    |
| 2005 | 17.146    |
| 2010 | 17.164    |
| 2011 | 16.869    |
| 2012 | 16.889    |

| Jahr | Einwohner |
| ---- | --------- |
| 2013 | 16.887    |
| 2014 | 16.857    |
| 2015 | 17.118    |
| 2018 | 17.205    |
| 2021 | 17.186    |
| 2022 | 17.361    |

Einwohnerentwicklung von Gescher von 1834 bis 2018 nach nebenstehender Tabelle

Laut Zensus 2011 wohnten zum Stichtag 9. Mai insgesamt 16.869 Menschen in Gescher.

## Religion

### Kirchen
- evangelisch
  - Gnadenkirche, Evang. Kirchengemeinde Gescher
- katholisch
  - St. Mariä Himmelfahrt, die Kirche ist seit dem Jahr 2011 geschlossen und wurde bis auf eine Kapelle im Turm zu einer Seniorenwohnanlage umgebaut.
  - St. Pankratius, Kath. Kirchengemeinde
  - St. Stephanus, Kath. Kirchengemeinde (Hochmoor)
  - St. Antonius, kath. Autobahnkapelle mit mittelalterlichem Hagioskop

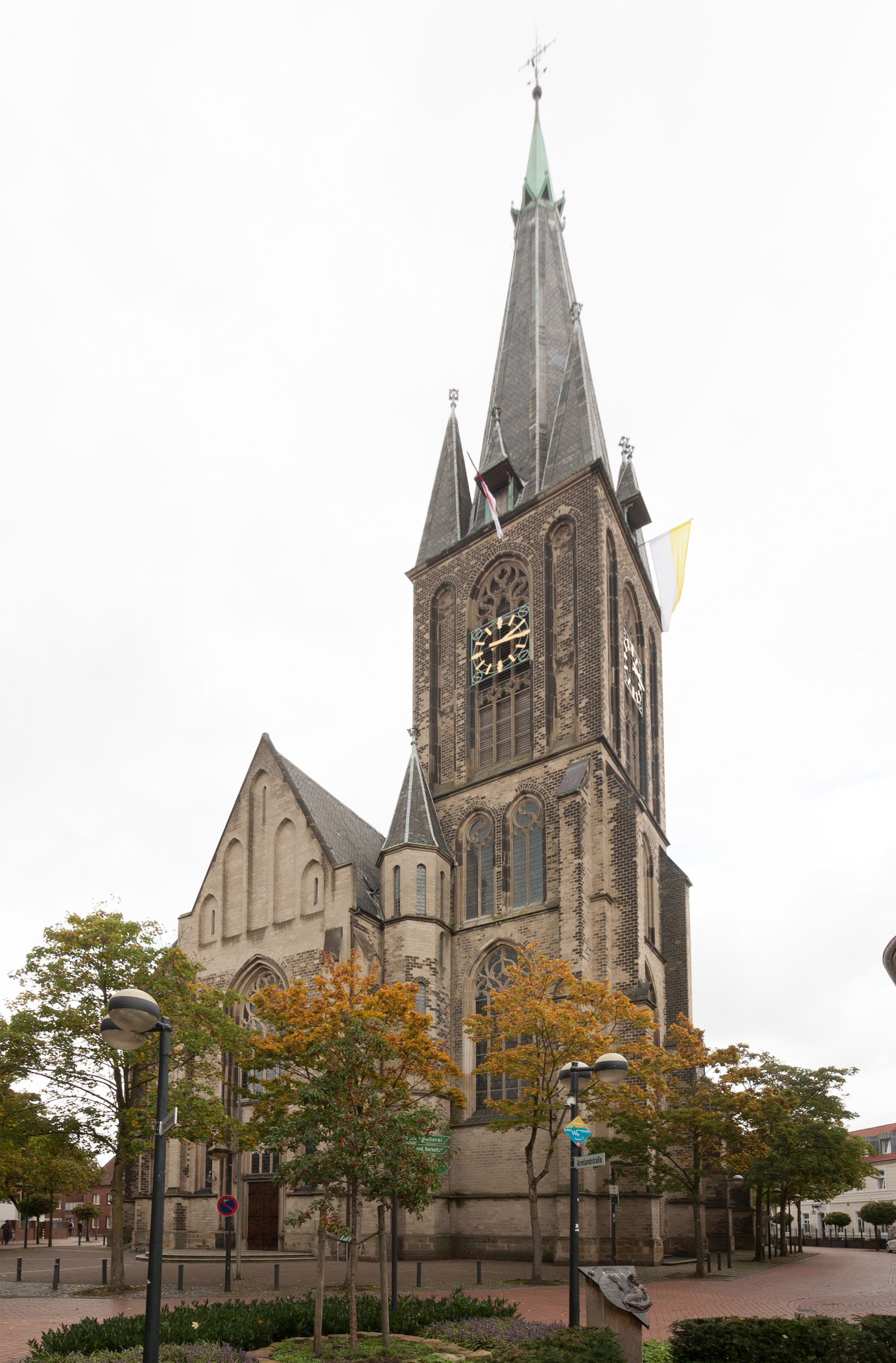
Gescher, St. Pankratius
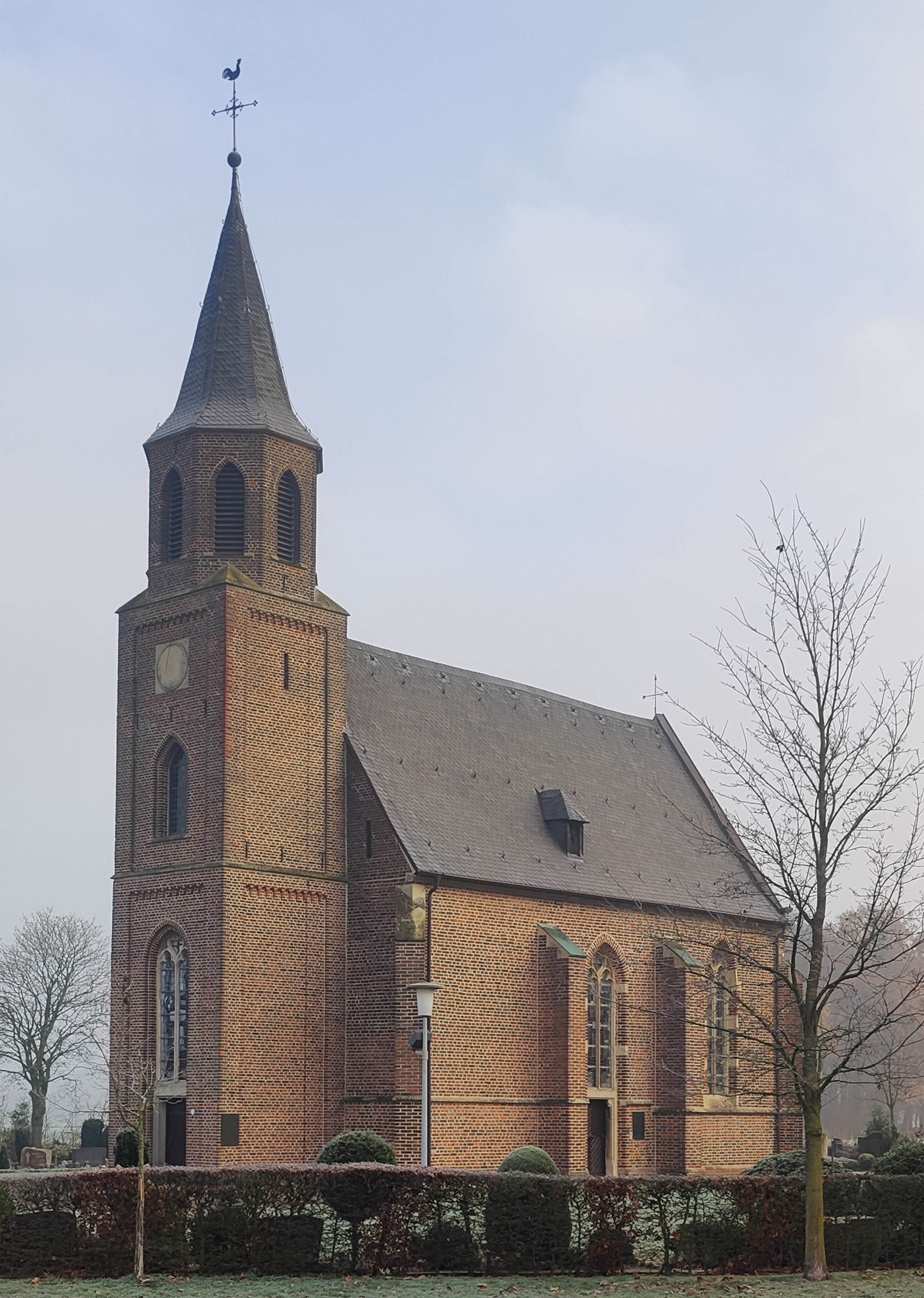
Autobahnkapelle St. Antonius
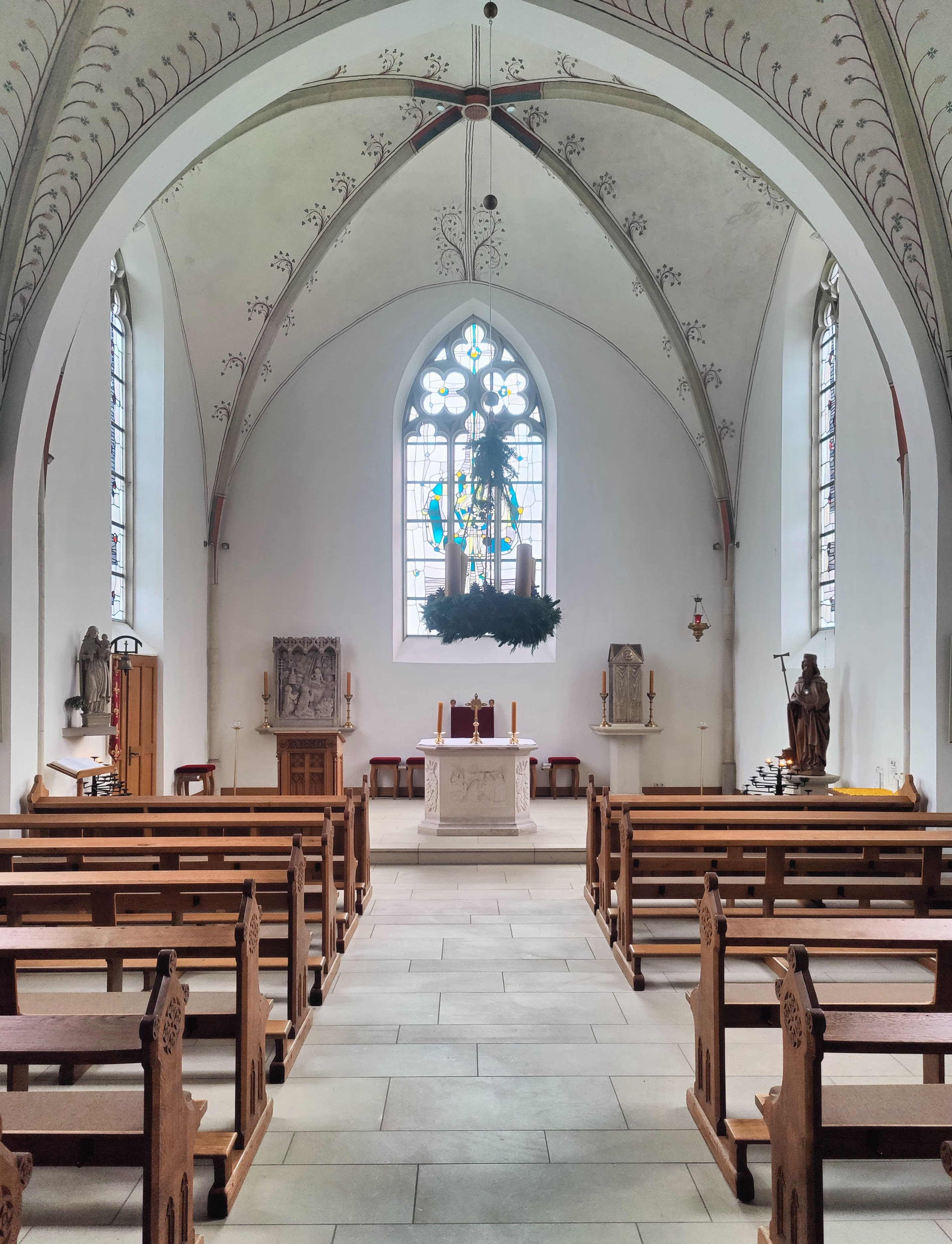
Innenansicht von St. Antonius
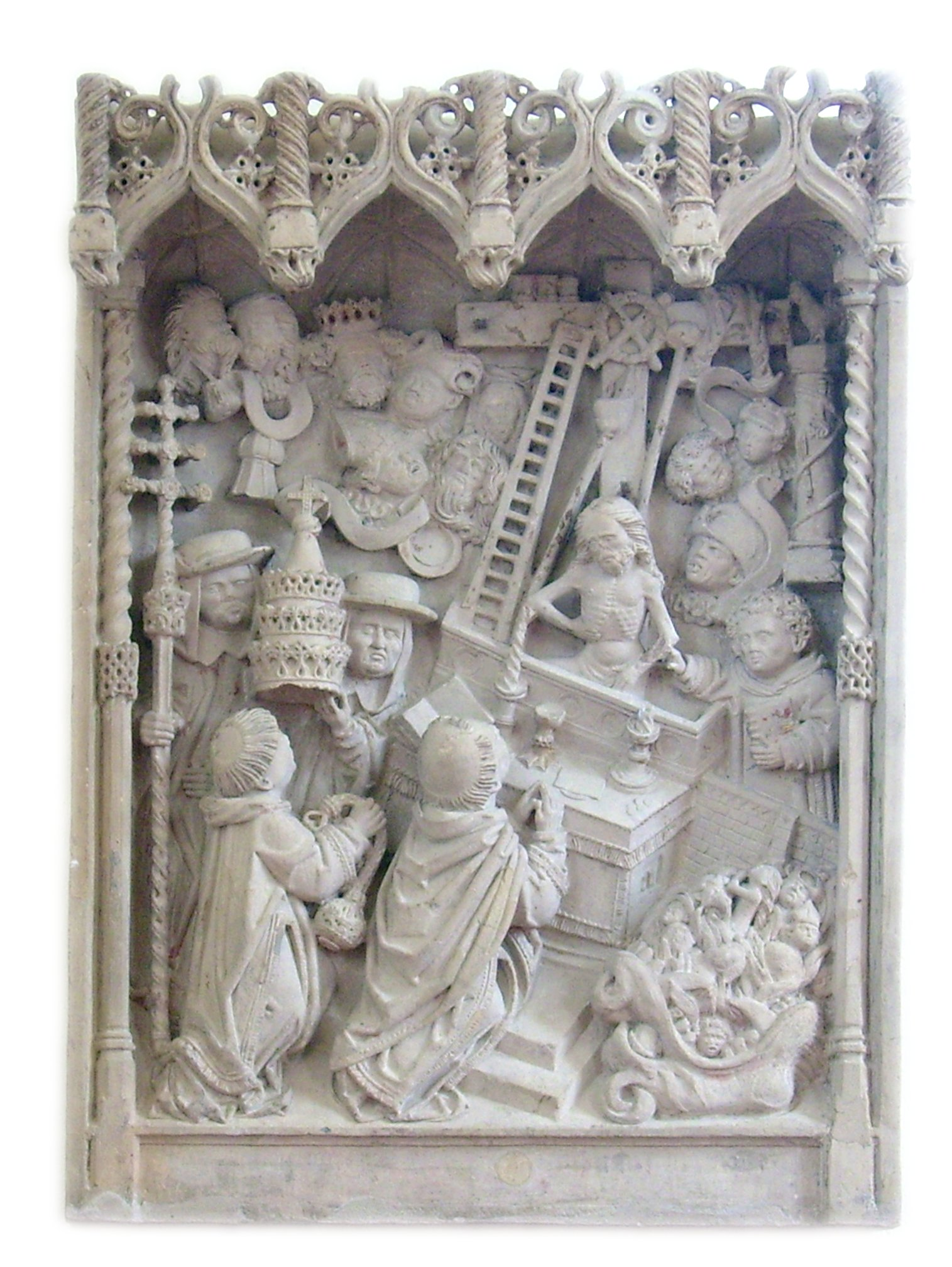
Relief in St. Antonius

### Konfessionsstatistik
Gemäß der Volkszählung 2011 waren 11,6 % der Einwohner evangelisch, 76,7 % römisch-katholisch und 11,7 % waren konfessionslos, gehörten einer anderen Religionsgemeinschaft an oder machten keine Angabe. Die Zahl der Protestanten und Katholiken ist seitdem gesunken. Ende 2018 hatte Gescher 17.205 Einwohner darunter 11.163 (64,9 %) katholische Einwohner.

## Politik
Die Kommunalwahlen seit 2004 führten zu den folgenden Ergebnissen:

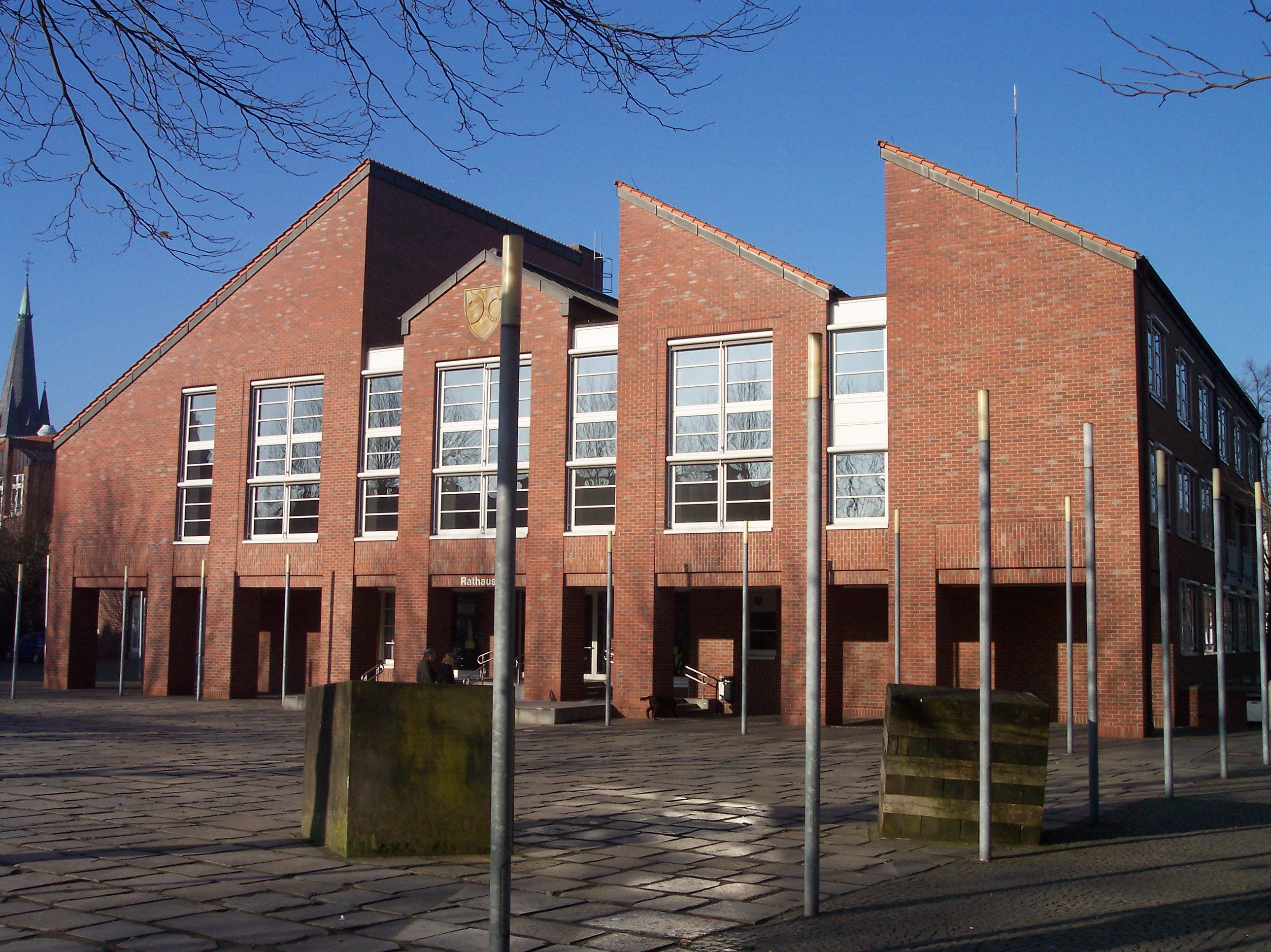
Rathaus Gescher

|           | 2004        | 2004  | 2009        | 2009  | 2014        | 2014  | 2020        | 2020  |
| Partei    | Stimmanteil | Sitze | Stimmanteil | Sitze | Stimmanteil | Sitze | Stimmanteil | Sitze |
| --------- | ----------- | ----- | ----------- | ----- | ----------- | ----- | ----------- | ----- |
| CDU       | 40,1 %      | 13    | 46,5 %      | 16    | 41,7 %      | 14    | 34,8 %      | 13    |
| SPD       | 27,9 %      | 9     | 20,5 %      | 7     | 24,2 %      | 8     | 19,3 %      | 7     |
| UWG       | 16,2 %      | 5     | 13,0 %      | 4     | 14,6 %      | 5     | 19,7 %      | 8     |
| GRÜNE     | 08,1 %      | 2     | 11,4 %      | 4     | 13,1 %      | 5     | 17,6 %      | 7     |
| FDP       | 07,7 %      | 3     | 08,6 %      | 3     | 06,3 %      | 2     | 8,5 %       | 3     |
| Die Linke | –           | –     | 01,4 %      | 0     | 01,8 %      | 0     | –           | –     |

### Bürgermeister und Stadtdirektoren
|  | Bürgermeister der Gemeinden Gescher - 1832–1835: Bürgermeister Lüders - 1918–1943: Anton Huesker - 1945: Bürgermeister Niemann Amtsbürgermeister des Amts Gescher - 1946–1961: Heinrich Hörnemann (CDU) - 1961–1969: N.N. ehrenamtl. Bürgermeister der Stadt Gescher - 1956–1969: Anton Cramer (CDU) - 1969–1977: Heinrich Hörnemann (CDU) - 1977–1994: Hermann Horstick (CDU) - 1994–1999: Heiner Theßeling (SPD) | Stadtdirektoren der Stadt Gescher - 1969–1982: Gerhard Willerding - 1982–1997: Klaus-Peter Schulz-Gadow (CDU) - 1997–1999: Hans Beuker (CDU) hauptamtl. Bürgermeister der Stadt Gescher - 1999–2009: Heiner Theßeling (SPD) - 2009–2015: Hubert Effkemann (CDU) - 2015–2020: Thomas Kerkhoff (CDU) - seit 2020: Anne Kortüm (parteilos) |

Mit der Auflösung des Amtes Gescher 1969 und dem Zusammenschluss der umliegenden Gemeinden zur Stadt Gescher erlosch das Amt des Amtsbürgermeisters.
Aufgrund der geänderten Gemeindeordnung von 1994 entfiel 1999 die Doppelspitze – Stadtdirektor und ehrenamtlicher Bürgermeister. Seitdem gibt es nur noch den hauptamtlichen Bürgermeister. Er wird direkt gewählt. Dieser ist Vorsitzender des Rates, Leiter der Stadtverwaltung und Repräsentant der Stadt.

### Wappen und Flagge

Wappen
Geschers Wappen von 1937 bis 1969
Flagge

Der Stadt ist mit Urkunde der Bezirksregierung Münster vom 20. Januar 1971 das Recht zur Führung eines Wappens und einer Flagge verliehen worden.

#### Wappen
Blasonierung: „Das Wappen der Stadt Gescher stellt auf grünem Schild zwei voneinander abgekehrte silberne (weiße) Jagdhörner dar.“
Das Wappen geht auf alte Jagdrechte, verliehen durch den Bischof von Münster, zurück. Auch die seit 1421 in Gescher ansässige einflussreiche Familie von der Beeke führte die Jagdhörner im Wappen.

#### Flagge
Beschreibung der Flagge: „Die Flagge ist in drei Bahnen im Verhältnis 1 : 3 : 1 von Grün auf Weiß zu Grün längsgestreift (gemeint ist quergestreift) und zeigt in der weißen Bahn das Stadtwappen im Schild.“

## Kultur und Sehenswürdigkeiten

### Glockenstadt

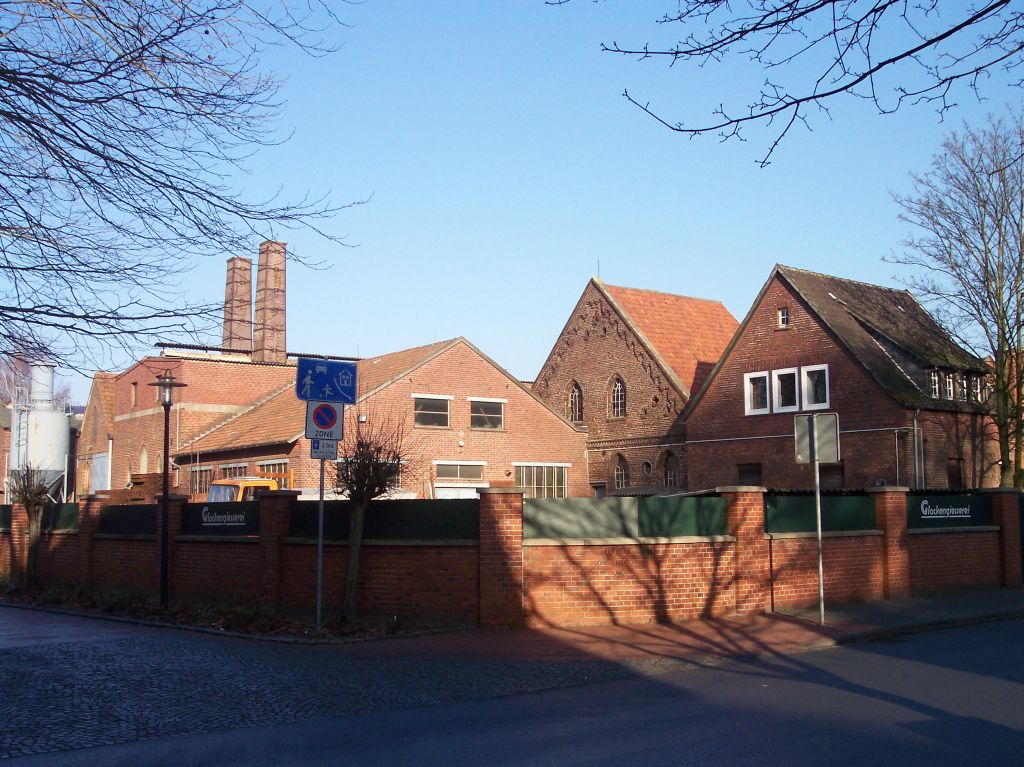
Glockengießerei

Der seit 1790 angesiedelten Glockengießerei Petit & Gebr. Edelbrock verdankt Gescher den Ruf als „Glockenstadt“. 1980 wurde das westfälische Glockenmuseum eröffnet. Eine der wohl berühmtesten und größten Glocken aus Gescher ist die Weltjugendtagsglocke „Johannes Paul II“ im Geläut der Kölner Basilika von St. Aposteln.

### Brauchtum
Äppelken poop Äppelken (Äpfelchen, kleine Äpfelchen)
Bei diesem alten Heischebrauch, der jedes Jahr am Tag des Erzengels Michael (29. September) stattfindet, ziehen die Kinder von Haus zu Haus und singen ein altes niederdeutsches Lied, worauf hin sie von den Bewohnern des Hauses Süßigkeiten bekommen. Bei diesem alten Brauch wurden den Kindern ursprünglich die Äpfel geschenkt, die als Fallobst oder ihrer geringen Größe wegen nicht brauchbar waren.
Karneval

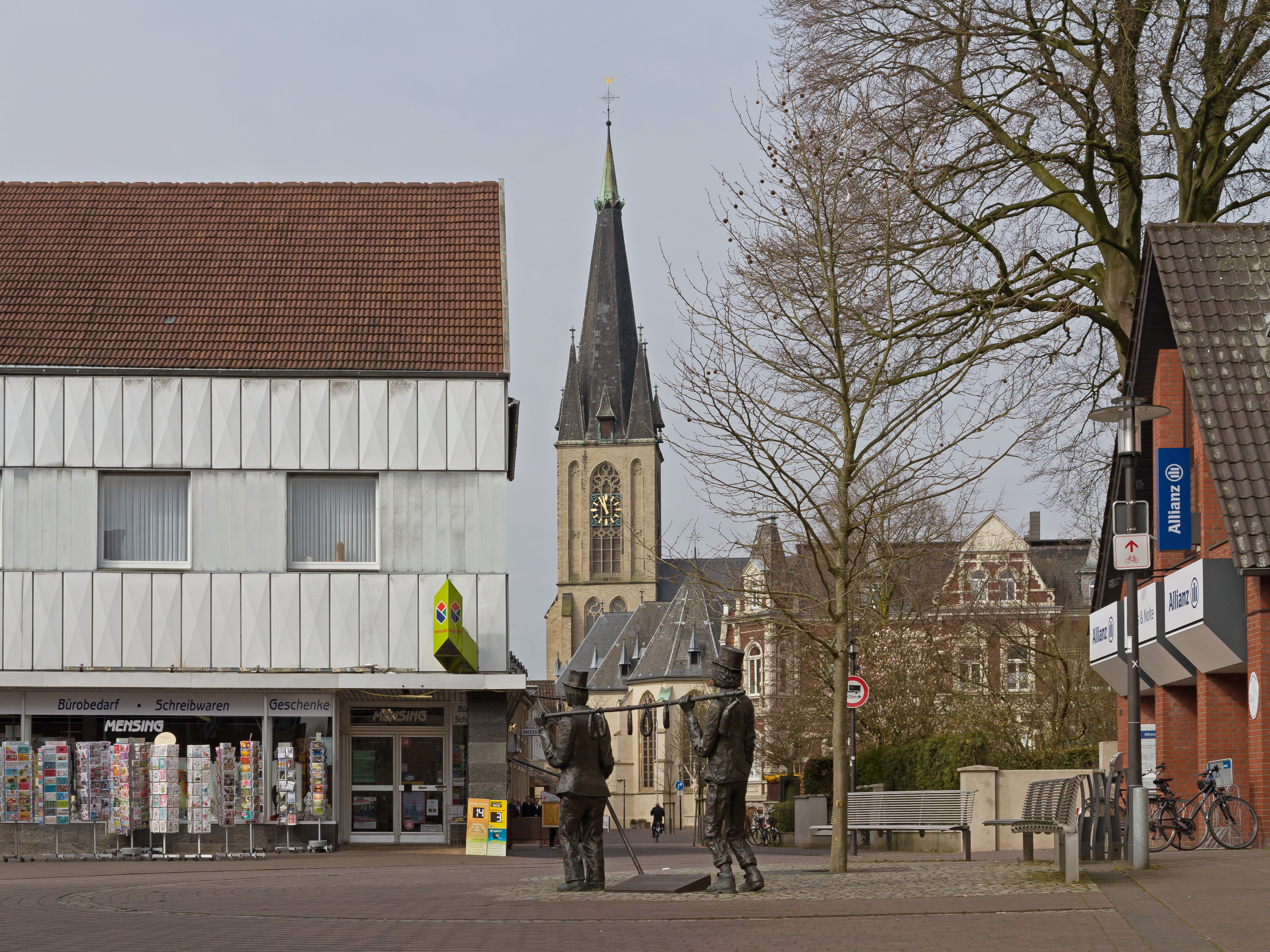
Blick auf die Pankratiuskirche mit der Bronzeplastik „Die Wurstaufholer“

Der jährliche Karnevalsumzug in Gescher mit dem Ruf Gescher Helau! findet traditionell zwei Wochen vor Rosenmontag statt. Begründet ist diese alte Tradition im vierzigstündigen Gebet, das im 19. Jahrhundert vielerorts im Münsterland auf den Rosenmontag gelegt wurde, um gegen das Karnevalstreiben vor Beginn der vierzigtägigen Fastenzeit am Aschermittwoch vorzugehen. Die volksfrommen Gescheraner jedoch umgingen durch die Vorverlegung der Fastnacht diese Einschränkung. Auch wenn das vierzigstündige Gebet heute nicht mehr am Rosenmontag stattfindet, hat sich diese Tradition in Gescher über die Jahrzehnte erhalten. Um an die über 200-jährige Karnevals-Gebräuche seit der Franzosenzeit 1810 zu erinnern, stifteten Gescheraner Karnevalisten die Bronzeplastik „Die Wurstaufholer“ des Künstlers Bernd Heinemann aus Netphen-Salchendorf. Die Skulptur zeigt zwei Träger mit Gaffel und Schneese zum Aufhängen der Wurstenden. Gegossen wurde die Bronzeplastik von der Glockengießerei Gescher. Auch in Gescher wurde anfangs der Karneval (lateinisch carne levare ‚Fleisch wegnehmen‘) vor Beginn der Fastenzeit von der Kanzel stark bekämpft, weil seit dem Mittelalter sich in derben Fastnachtsspielen inklusive Verkleidung deutlich säkularer Spott an der Kirche, verstärkt und inspiriert durch die kirchenfeindliche Franzosenherrschaft, manifestierte.
Schützenfest
In Gescher gibt es mehrere Schützenvereine, welche in regelmäßigen Abständen (meist jährlich) feiern:
- St. Ludgerus Schützengilde Harwick 1654 e. V.
- Allgemeine Bürgerschützen Gescher 1605 – St. Pankratius Schützengilde e. V.
- Bürgerschützenverein Hochmoor 1966 e. V.
- St. Johannes Schützengilde Estern 1617 e. V.
- St. Hubertus Schützengilde Büren 1654 e. V.
- St. Antonius Schützenbruderschaft Tgl.-Capellen 1662 e. V.
- St. Antonius Schützengilde Tungerloh Pröbsting e. V. seit 1903

### Museen

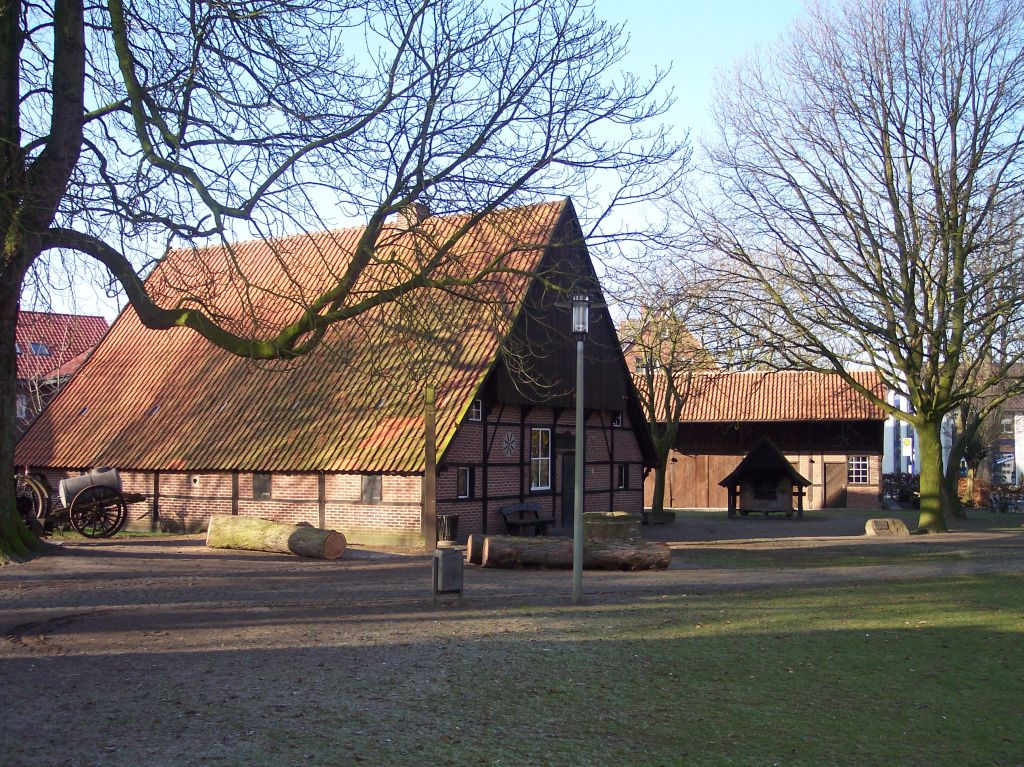
Museumshof

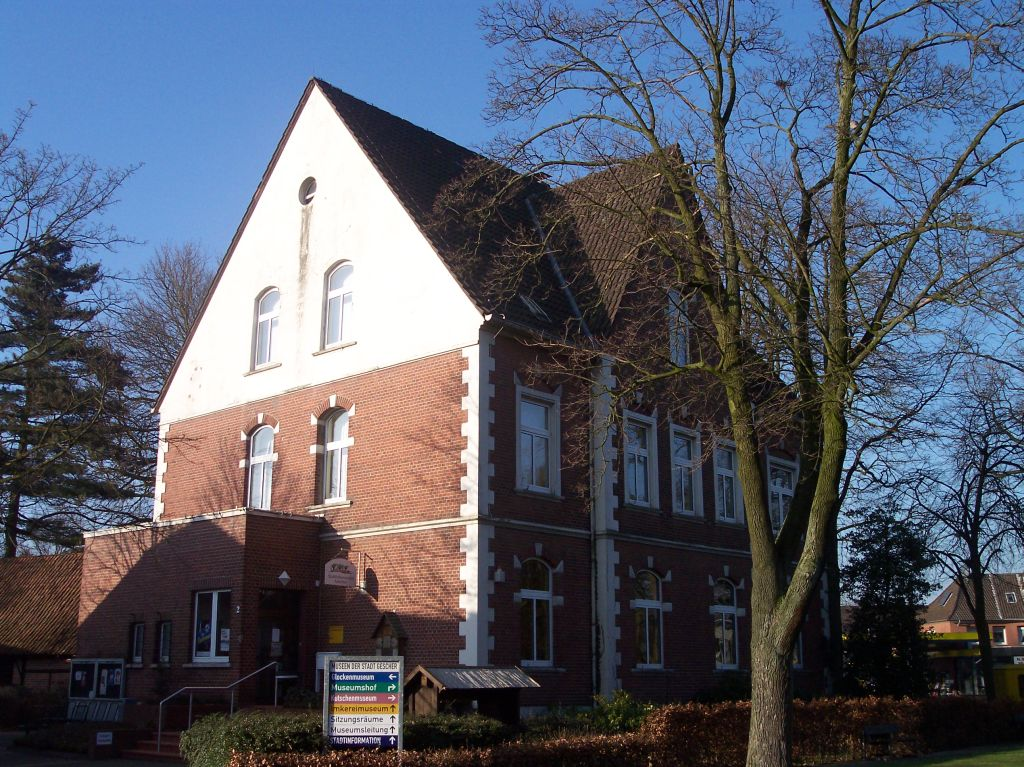
Imkereimuseum

In der Stadt Gescher befinden sich mehrere Museen:
- Westfälisches Glockenmuseum Gescher
- Museumshof „Auf dem Braem“
- Torfmuseum
- Westfälisches-Niederländisches Imkereimuseum

### Baudenkmale
Darüber hinaus haben sich in Gescher eine ganze Reihe sehenswerter denkmalgeschützter Bauwerke erhalten.

## Bildung

### Schulen
- Gesamtschule Gescher
- Von-Galen-Schule

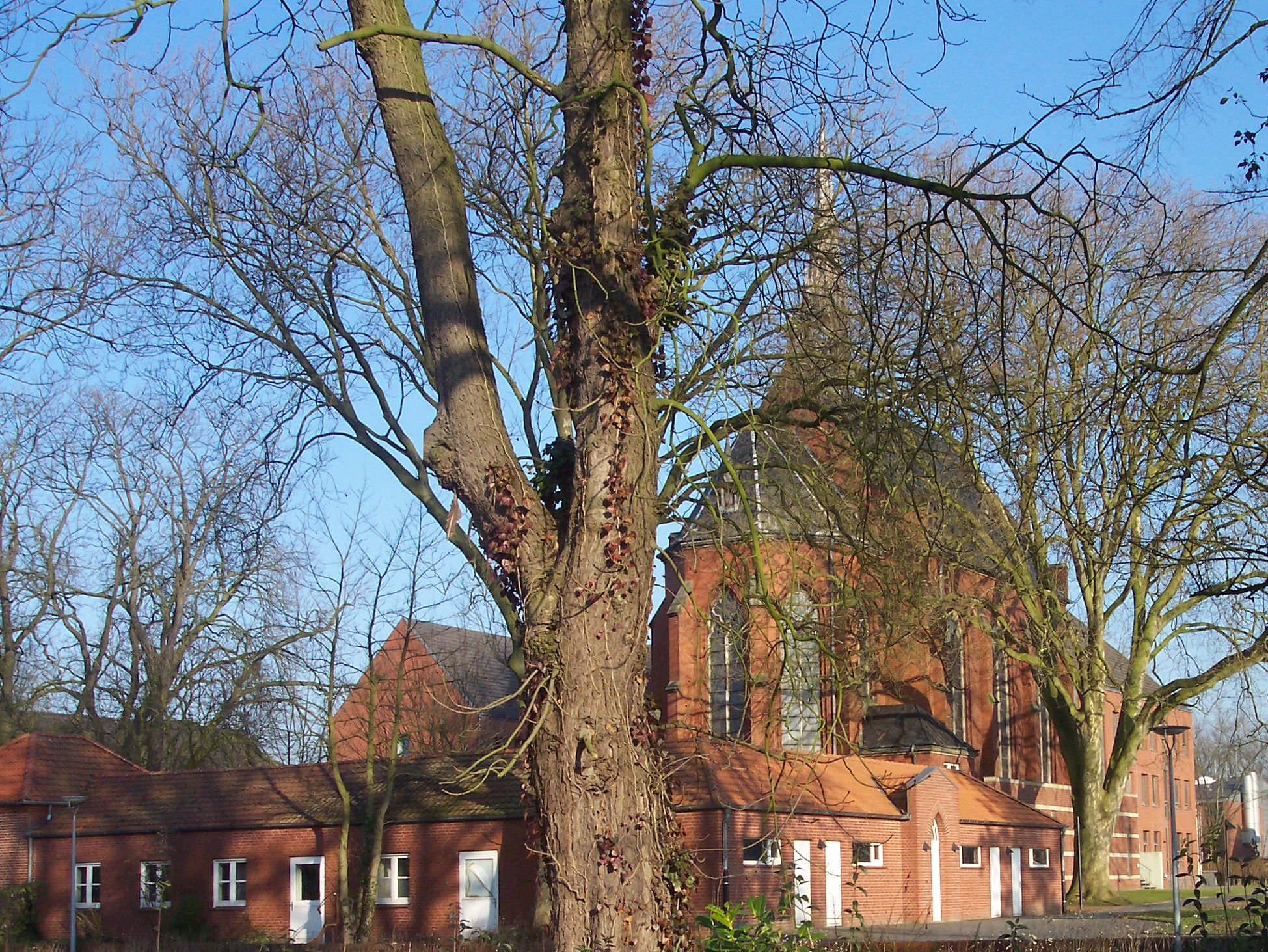
Haus Hall

- Grundschulverbund Pankratius-Schule und Schule auf dem Hochmoor
- Brüder-Grimm-Schule, Förderschule des Kreises Borken mit dem Förderschwerpunkt Sprache
- Haus Hall, Priv. Förderschule mit dem Förderschwerpunkt geistige Entwicklung

### Kindergärten
- Ev. Kindergarten Garten Gethsemane
- Kindergarten Kleine Welt
- Kindergarten Bunte Welt
- Kindergarten St. Ludgerus
- Kindergarten St. Pankratius
- Kindergarten St. Maria Goretti
- Kindergarten St. Marien
- Kindergarten St. Stephanus
- Kindergarten St. Antonius Haus Hall

## Wirtschaft und Infrastruktur

### Verkehr
Gescher liegt, mit einer eigenen Abfahrt, an der A 31 und an der B 525.

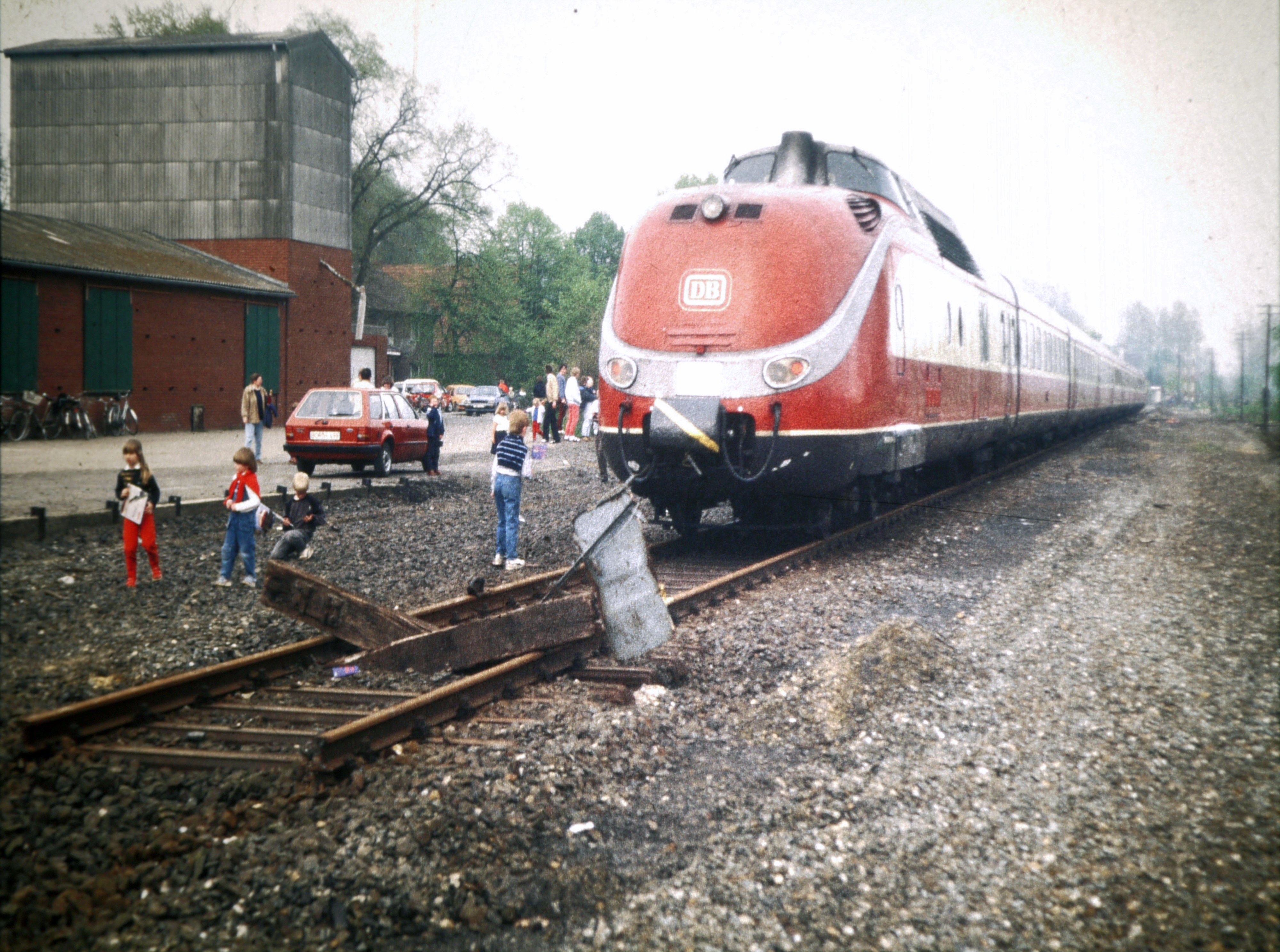
Letzte Bahnfahrt am Bahnhof Gescher am 11. Mai 1985

An das Schienennetz ist Gescher heute nicht mehr angeschlossen. Bis 1985 lag der Bahnhof Gescher an der Bahnstrecke Empel-Rees–Münster (Baumbergebahn), welche hier demontiert wurde – die heutige SPNV-Linie RB 63 befährt hingegen lediglich den Abschnitt Coesfeld–Münster. Der Busverkehr wird durch den Regionalverkehr Münsterland organisiert.
Gescher ist an zahlreiche offizielle und ausgeschilderte regionale Radwanderwege angeschlossen, u. a. an die 100-Schlösser-Route, die Flamingoroute, die Berkelroute, die Aaroute und die Agri-Cultura-Route.

### Ansässige Unternehmen
Die bischöfliche Stiftung Haus Hall ist Wohnort und Arbeitsplatz für Menschen mit Behinderung und größter Arbeitgeber in Gescher. Des Weiteren befindet sich in Gescher die Zentrale der Huesker Synthetic GmbH, eines Herstellers von Geokunststoffen, Agrar- und Industrietextilien. In Gescher-Hochmoor befindet sich der Unternehmenssitz des Maschinenbauunternehmens Ruthmann. Eine der ältesten Glockengießereien Deutschlands, Petit & Gebr. Edelbrock, ist ebenfalls in Gescher beheimatet.

## Persönlichkeiten

### Söhne und Töchter der Stadt
- August Wessing (1880–1945), katholischer Geistlicher und NS-Opfer im KZ Dachau
- Fabianus Schroer (1898–1944), Steyler Missionar und Märtyrer
- Heinrich Hörnemann (1906–1977), Politiker (CDU)
- Winfried Pielow (1924–2018), Literaturwissenschaftler, Schriftsteller und Hörspielautor
- Josef Schulte (1929–2014), Theologe
- Claus Werning (* 1938), Internist, Hochschulprofessor und Chefarzt
- Peter Schmidt (* 1944), Schriftsteller
- Kurt Kohn (* 1944), Linguist
- Willi Wiemold (* 1948), Heimatforscher und ehemaliger Stadtarchivar von Gescher, Träger des Bundesverdienstkreuzes am Bande (verliehen 2014)[31]
- Petra Hermes (* 1956), Generalstaatsanwältin
- Eva-Maria Horstick (* 1958), Fotokünstlerin
- Mark Braun (1962–2008), deutscher Architekt
- Franz-Josef Höing (* 1965), Oberbaudirektor der Freien und Hansestadt Hamburg
- Birgit Dieker (* 1969), Künstlerin

### Ehrenbürger
Bisher einziger Ehrenbürger der Stadt Gescher ist Anton Huesker, ehemaliger Textilfabrikant, der wegen seiner besonderen sozialen Leistungen am 25. Juni 1936 zum Ehrenbürger ernannt wurde. Auch der westfälische Textilverband erwähnt in seinen Schriften die herausragenden Leistungen von Anton Huesker.